# Sony Xperia 1 II
Sony Xperia 1 II（读作 Xperia 1 Mark 2）是索尼行動通訊於2020年2月24日在YouTube直播发布的旗艦式智慧型手機，因受新冠肺炎疫情影响，索尼取消参加MWC 2020大会，因而与众多厂商一样采用线上发布。
Sony Xperia 1 II作为Xperia 1的升级版，亦为索尼移动首款5G通讯手机，搭载高通骁龙865，辅以8GB RAM（XQ-AT42、XQ-AT72、部分XQ-AT52为12GB)及256GB UFS ROM，在Xperia 1取消的3.5mm接口也将回归，相机首次采用蔡司镜头和T* 镀膜技术，支持360 Reality Audio硬件解码及IP65/68防水防尘。
与其一同发布的还有Sony Xperia Pro，作为相机监视器使用。

## 命名
作为Xperia 1的第二代，之所以采用Ⅱ这样的命名，索尼移动在开发者访谈中指出，1是系列的意思，II则代表了第几代，这与索尼相机的命名相吻合。

## 设计
Xperia 1 II 在设计上和上一代相差无几，仍旧有着全平衡的元素，边缘则不再圆滑，加入了菱角线条，回归了以往的方正设计。
正面采用一块分辨率为 4K HDR 的 6.5 英寸 CinemaWide OLED 屏幕，此外索尼在 Xperia 1 II 中加入了运动补偿，宣称可以达到 90Hz 刷新率的使用效果。

## 规格

### 硬件
Xperia 1 II配备了4000mAh电池，支持21W USB PD快速充电，及11W Qi协议无线充电。另外，索尼引用了名为H.S. Power Control的技术，宣称在充电时不调用电池电力，而依靠电源线供电，从而提高电池寿命。

### 软件
Xperia 1 II预装Android 10，并移除了以往的自家相册App，更改为Google相册，在白平衡方面加入了可调色温选项，用户可在D50-D93之间选择。此外，这也是Xperia机型中首次支援Sim卡热插拔。

## 顏色
| 顏色 | 名稱 |
| ---- | ---- |
|      |      |
|      |      |
|      |      |

## 外部連結
- Xperia 1 II  - Official website - Sony Mobile （页面存档备份，存于）